# Мордовинка
Мордовинка — хутор в Яковлевском районе Белгородской области России.
Входит в состав Быковского сельского поселения.

## География
Расположен на левом берегу реки Ворскла и граничит по ней с хутором Вознесеновка. Восточнее Мордовинки проходит автомобильная дорога 14К-23, севернее находится урочище Пристенок.
Через хутор проходит просёлочная дорога; имеется одна улица: Полевая.

## Население
| 2002 | 2010 |
| ---- | ---- |
| 4    | ↗15  |